# Videopoker
Videopoker är en typ av elektroniska hasardspel som spelas på spelautomater. Spelidén bygger på de kortkombinationer som förekommer i poker, men videopoker är ändå inte riktigt pokerspel. När videopokerautomater finns på ett kasino kallas de ibland för "poker" kort och gott, och riktig poker, om det finns, får då byta namn till live poker. Videopoker, kallad ibland endast poker på nätcasinon, till skillnad från live poker, som kan ske vid ett virtuellt spelbord online, skiljer sig från vanlig poker vid spelbordet mest genom att du har inga motståndare att förhålla dig till.
Det finns ett stort antal olika videopokerspel som kan skilja sig i detaljutformning och grafik. Normalt bygger spelet på en simpel variant influerat av mörkpoker:
- Spelaren satsar en summa pengar
- Spelaren får se fem kort på skärmen
- Spelaren får välja vilka kort spelaren vill behålla, resten byts ut mot nya kort
- Beroende på vilken pokerhand spelaren nu har får spelaren betalt enligt en förbestämd tabell.

I övrigt kan spelen se något olika ut och ha olika regler. Ett vanligt spel är "Jacks or better" där par i knektar är den lägsta hand som ger utbetalning. Det spelas utan joker. Vissa andra spel spelas med joker och då blir oddsen, och därmed prisstrukturen, något annorlunda. I andra spel finns det andra vilda kort (kort som kan representera vilket kort som helst, liksom joker). Vissa spel erbjuder en "kvitt eller dubbelt"-funktion där man kan satsa det man vunnit i senaste handen för att få möjlighet att dubbla (eller förlora) vinsten.
Till skillnad från vanlig poker saknar videopoker alla aspekter av psykologi, eftersom spelarens motståndare är en dator. I videopoker går det dessutom inte att påverka sitt satsande mer än i första insatsen eftersom satsningsrundor ej existerar. Det enda spelaren kan påverka är vilka kort han vill behålla och hur mycket han vill satsa (vilket kan påverka utbetalning i långa loppet då det ofta är en jackpot på royal flush om man satsat maximalt antal mynt). 
Videopoker och vissa andra automatspel (särskilt Jack Vegas) har rapporterats ge upphov till spelberoende, detta på grund av sin lättillgänglighet och den relativt korta tiden mellan insats och resultat.